# 新・赤かぶ検事奮戦記
『新・赤かぶ検事奮戦記』（しん・あかかぶけんじふんせんき）は、1994年から2005年まで、朝日放送（現：朝日放送テレビ）の制作により、テレビ朝日系「土曜ワイド劇場」で放送されたテレビドラマシリーズ。全17回。主演は橋爪功。

## 概要
司法試験を受験したのではなく、検察事務官から叩き上げで検事になった柊茂の活躍を描く。
原作者は司法試験をクリアし、弁護士資格を持っている和久峻三。
フランキー堺主演の旧シリーズにはなかったナレーションに乾浩明を起用し、乾独特の語り口がドラマを引き立てている。また、原点回帰の観点から、原作には登場するも旧シリーズには登場しなかった、赤かぶ検事夫妻の二人の息子（葉子の弟）も、このシリーズでは登場している。
シリーズを通して、原作初期の舞台である飛騨高山のみが舞台であるが、近年の原作のレギュラーキャラである溝口警部と行天遼子警部補が登場している（ただし、行天警部補は14-16作までの3作のみの登場）。
音楽については新規制作分もあるものの渡辺岳夫による旧シリーズの音楽も使われており、冒頭に流れるテーマソングも一貫して旧シリーズのものである。
公式な終了アナウンスはないものの、2007年に同じく橋爪功主演・松竹制作による「土曜ワイド劇場」の新シリーズ『天才刑事・野呂盆六』がスタートしたことや、2009年にTBSの「月曜ゴールデン」にて中村梅雀主演による『赤かぶ検事奮戦記 京都転勤篇』の新作が放送された（制作は同じく松竹・京都撮影所）ことから、『新・赤かぶ検事奮戦記』シリーズは事実上完結となった。

## キャスト

### 柊家
柊茂
演 - 橋爪功
岐阜地検高山支部の検事。名古屋出身。司法試験をクリアしたエリート検事ではなく、検察事務官を経て検事資格を与えられた、たたき上げの検事。飛騨高山の赤かぶ漬が大好物で、それが朝食に出なければ生きた心地がしないほど。普段から名古屋弁を使っているので取調べのときにも、刑事裁判の時にも名古屋弁をまくし立てる。しかし、上司と話す時は、標準語を話す。法廷では弁護士と対決しつつも、自暴自棄になったり自分勝手な証言をする被告人にたびたび説教する。求刑の際には‘罪を憎んで人を憎まず’で、裁判官に積極的に被告人の情状酌量を求めるなど、情に厚いところがある。
柊葉子
演 - 畠田理恵（第1作・第2作）、髙田万由子（第3作 - 第13作）、西條三恵（第14作 - 第17作）
経歴：司法修習生（第1作・第2作）
→ 法眼法律事務所（第3作・第4作）
→ 大西・柊法律事務所（第7作）
→ 法眼法律事務所（第14作 - 第17作）
茂の長女。畠田理恵時代は司法修習生となって1年目という設定で、高田万由子時代は弁護士という設定で、検事である父親と法廷で直接対決することが何度かあった。西條三恵時代は昨年京都の大学を卒業し司法試験合格を目指しているという設定。
原作では法学部に進学して司法試験を目指した際、父である茂は「流石はワシの娘だなも！」と当然、検事を志望していると（思い込んで）期待していたが弁護士志望と聞いて愕然とした。
柊正男
演 - 長野博（第1作・第2作）、榎本雄太（第3作）、ヨースケ（現・窪塚洋介）（第4作 - 第9作）、石川伸一郎（第10作 - 第13作）、斉藤慶太（第14作 - 第16作）
茂の長男。
柊誠二
演 - 国分博（第1作・第2作）、菊池健太（第3作）、土倉有貴（第4作 - 第13作）、尾上寛之（第14作 - 第16作）
茂の次男。
柊春子
演 - 藤田弓子
茂の妻。夫を立てつつも、上手い名古屋弁で言うべきことはしっかりと言う。原作では痩せぎすの茂と対比して「太っていること」が強調して書かれており「鬼瓦のような顔」と書かれている作品もある。

### 岐阜県警高山警察署 → 岐阜県警高山東警察署
榊田大五郎
演 - 渡辺哲
刑事。階級は警部補。
岡田
演 - 谷村昌彦（第1作 - 第7作・第9作 - 第11作）
刑事。階級は警部。原作ではレギュラーキャラクターで、榊田警部補の上司。
西山靖
演 - 伊原幸司（第3作 - 第7作）、柚原旬（第8作 - 第17作）
刑事。
小池
演 - 池田勝志（第3作・第4作）
刑事。
小杉義男
演 - 喜多村英三（第3作・第4作）
嘱託医。
米田
演 - 秋野太作（第8作・第11作 - 第13作）
刑事。階級は警部。
天童よし子
演 - 安田博美（第8作・第9作）
監察医。
溝口
演 - 石倉三郎（第14作 - 第17作）
刑事。階級は警部。原作ではレギュラーキャラクターで、行天遼子警部補の上司。赤かぶからは『大口君』と呼ばれている。
行天遼子
演 - 中島史恵（第14作 - 第16作）
刑事。階級は警部補。原作では松本時代のレギュラーキャラクターで、柊検事に非常に協力的で、春子とも親しく、夫・行天珍男子（うずまろ）とともに柊検事と家族ぐるみの付き合いをしているが、ドラマでは柊検事に食ってかかることが多い。夫はドラマ未登場で妻と同じく警察官だが階級は1階級下の巡査部長。

### 岐阜地方検察庁高山支部
吉沢
演 - 小久保丈二
事務官。柊検事の補佐役。真面目一本な性格。
第9作で下の名前が「けんいちろう」（ケーキ屋けんちゃん）であることがわかる。

### 法眼法律事務所
法眼正法
演 - 羽場裕一（第2作）、石丸謙二郎（第14作 - 第17作）
弁護士。柊葉子の大学の先輩（第2作）。
原作では高山市に事務所を構える唯一の弁護士とされている。父親が僧侶なのでこのような名前になったという記述もある。

### 喫茶店とホテル
磯野理沙
演 - 眞継玉青（第3作）、宝城清子（第4作 - 第9作・第11作 - 第13作）
柊葉子の友人。喫茶店店主。
林田可菜
演 - 権平華子（第5作 - 第9作）
理沙と喫茶店を経営。
磯野
演 - 住吉人（第4作 - 第8作・第10作・第12作 - 第14作・第16作・第17作）
高山観光ホテル社長。理沙の父。

### その他
- 裁判長 - 波田久夫（第1作）、大木晤郎（第3作）、楠年明（第4作 - 第17作）、田中弘史（第8作）、亀井賢二（第15作）
- 民話を語る老婆 - 新屋英子（第1作 - 第3作）

### ゲスト
第1作「飛騨小糸坂の白骨 秘湯から消えた女と高山カラクリ人形の謎」（1994年）
- 有松徳治（百代の夫） - 石井愃一
- 草川正司 - 山内としお
- 草川久美 - 三野友華子
- 高見沢綾子（弁護士・柊葉子の大学の先輩） - 根本りつ子
- 雨宮（教授） - 平野稔
- 中津弥之助（百代の元夫・故人） - 喜多村英三
- 森田市郎（材木ブローカー） - 大出俊
- 中津百代（和代） - 姿晴香

第2作「呪いの紙草履 越中八尾・おわら風の盆の謎 飛騨高山〜白骨温泉」（1995年）
- 磯松 - 吉田良全
- サエコ - 冴島奈緒
- サエコの連れの男 - 河本忠夫
- 若者 - 小森創介
- 湯村美津子（戸隠家のお手伝い） - 増田恵子
- 湯村峰子（美津子の母・故人） - 増田恵子（二役）
- 住職 - 岩田直二
- 工房の経営者 - 芝本正
- 工房の事務員 - 藤田千代美
- 戸隠徳之助（大地主） - 三谷昇

第3作「夢追い地蔵殺人事件 龍神温泉の美女と古銭の秘密 父娘が法廷初対決！」（1996年）
- 水野けい子（スナック「さざんか」ママ） - 本阿弥周子
- タクシー運転手 - 西川のりお
- 林美弥子（スナック「さざんか」ホステス・榊田の恋人） - 大場久美子
- 榊田かね（榊田の母） - 山口京子
- 吹上百太郎（詐欺グループの一人） - 川上哲
- 熊笹時次郎（詐欺グループの一人） - 丸尾好広
- 砂川正二（岐阜県警高山警察署 鑑識課員） - 浅田祐二
- 吉富やす子（足立病院 看護師） - 吉野綾
- 三島房子（畑の恋人） - 織田夏芽
- 育子（正男と誠二の友達・女子高生） - 上田育子
- 祐奈（正男と誠二の友達・女子高生） - 嘉数祐奈
- 真理（正男と誠二の友達・女子高生） - 下江真理
- 山田ヒロコ（看護師・美弥子の友達） - 田辺ひとみ
- 畑繁蔵（詐欺グループのリーダー） - 鹿内孝
- 足立晴雄（足立病院 院長） - 有川博

第4作「飛騨路を火魔が走る！墓の赤印は殺人予告」（1997年）
- 梅原加代（力の母） - 小畠絹子
- 相原由紀（ホステス） - 織田なつめ
- 吉富剛造（地元の名士） - 三角八朗
- 井上正（陣屋建設 社長・婿養子） - 高峰圭二
- 中沢公子（吉富の姪） - 川上麻衣子
- 鈴木栄子（看護師） - 福井裕子
- 玉井三郎（名古屋南刑務所 服役囚・公子の元恋人） - 鈴木一功
- 中沢忠夫（公子の夫・不動産会社社長） - 武井三二
- 吉富京子（公子の母・元ホステス・16年前死亡） - 藤原ひろみ
- 安本（工場の社長） - 松尾勝人
- 清水（見知らぬ男から金を渡され死体を掘り出そうとした男） - 東田達夫
- 鑑識 - 加藤正記
- 井上真理（井上の娘） - 亀田真美
- 温泉ギャル - 麻生早苗、伊藤きらら
- ミエ（温泉ギャル） - 浅田みれい
- 接待長 - 酒井明美
- 津川明子（吉富の娘） - 佐藤恵利
- 梅原力（公子の元夫） - 本田博太郎

第5作「飛騨古川からくり殺人！ヒスイ海岸と遺言状の謎 高山露天風呂〜越中天然洞窟湯」（1997年）
- 荒木美佐子（辰蔵の娘） - 若林しほ
- 田川正司（辰蔵の元弟子） - 沢向要士
- 荒木雅江（平蔵の後妻） - 片岡静香
- 荒木耕二（雅江の息子） - 高野茂
- 荒木辰蔵（工芸作家） - 原哲男
- 香取和津代（辰蔵の弟子） - 佐藤直子
- 武藤雅弘（湯村証券 社員・和津代の恋人） - 美角優介
- 高倉次郎（古川警察署 刑事） - 荒木優騎
- 野中昭夫（湯村証券 社員・武藤の上司） - 亀井賢二
- 香川藤吉 - 平井靖
- 鑑識 - 石原久
- 管理人 - 小野幸一
- 露天風呂の女 - 吉岡ちひろ
- 篠田光（弁護士） - 朝日完記
- 荒木平蔵（辰蔵の弟・古美術商） - 勝部演之
- 田川しずえ（荒木家のお手伝い） - 赤座美代子

第6作「北アルプス安房峠美女殺人事件 白骨温泉「泡の湯」に残された花と高山蝶の謎」（1998年）
- 金山（弁護士） - 朝日完記
- 大杉義子 - 安田博美
- 三宅（松本警察署 刑事） - 沼田爆
- 丸山小夜子（安造の妻） - 藤吉久美子
- 丸山昭一（安造と小夜子の息子） - 岡田翔太
- 丸山安造 - 谷口高史
- 松田力夫 - 池田勝志
- 市川明（新聞記者） - 荒木優騎
- 絹川キク（小夜子の祖母） - 新海なつ
- 絹川和子（小夜子の姉・14年前死亡） - 金子珠美
- 作業員 - 小林郁洋
- 泡の湯女将 - 小日向真紀子
- ヌードモデル - 小枝りす
- 木下克子（スナックのママ） - 海野けい子
- 石上研次（歯科医） - 立川三貴

第7作「氷見線雨晴海岸から消えた女 カタツムリが見た「飛騨の旧家」9億円遺産相続殺人」（1998年）
- 野々瀬健（三条の息子だと名乗る男） - 林泰文
- 大林順三（三条の息子だと名乗る男） - 石田登星
- 野々瀬スエ（邦子の叔母） - 島村晶子
- 野々瀬邦子（健の母） - 園英子
- 大林の褄 - 金子珠美
- 三条の愛人 - 西名摩耶
- 事務員 - 松原美保、小野幸一、横塚和子
- 椙田摩耶子（三条の内縁の妻） - 中村久美
- 大牧温泉支配人 - 守屋安幸
- 三条円太郎（不動産会社社長） - 玉生司朗
- 高崎（弁護士） - レツゴー正児
- 大西（「大西・柊法律事務所」弁護士） - 三谷昇

第8作「飛騨白川郷映画ロケ殺人事件 スター夫婦の醜い争いが惨劇を招く！」（1999年）
- 大堂寺茂（三千絵の夫・俳優） - 木下浩之
- 新居三千絵（セクシー女優） - 江口尚
- 久宝隆子（酒匂の付け人） - 高橋美穂
- 近藤勇（京都府警察 刑事） - 西田良
- 久宝しずえ（隆子の母） - ひろみどり
- 荒木（レポーター） - 荒木優騎
- 酒匂竜太（俳優） - 丹波義隆
- 山下（製作主任） - 東田達夫
- 映画監督 - 松尾勝人
- 加藤（映画プロデューサー） - 加藤正記
- 司会者 - 池田勝志、宮尻佳子
- 芸能記者 - 福山龍次
- アナウンサー - 坂本ともみ
- 竜吉（隆子の弟） - 磯弟介
- 早川由紀夫（検察官） - 山内としお
- 瀬戸山江津子（酒匂の妻・女優） - 高瀬春奈

第9作「郡上八幡盆踊り 完全犯罪殺人 秘湯！濁河温泉で密会したカップルの謎」（1999年）
- 木戸富士夫 - 丸岡奨詞
- 並木孝（料理店「八幡」支配人） - 西凛太朗
- 小林道子（ホステス・木戸の愛人） - 濱田万葉
- 青木若子（保険外交員） - 野際陽子
- 今川市郎（料理店「八幡」経営者） - 三田村賢二
- 並木清子（並木の母） - 小林泉
- ホテル積翠園 社長 - 五木元
- カラオケパブ店主 - 川崎あかね
- 安江 - 松原美穂
- アナウンサー - 芦田由夏
- スポーツ店店主 - 荒木優騎
- 木戸理枝子（木戸の妻・ガソリンスタンド経営者） - 和田かつら
- ガソリンスタンド店員 - 大石昭弘
- 少年 - 中西勇太
- 小学生たち - 下祢秀平、海道亮平、分林裕喜
- 入浴中の父親 - 真木勝宏
- 子供たち - 住昌之、今井康貴
- 旅館御岳ホテルマン - 近微二行三
- 露天風呂の女性 - 寿綾乃
- 今川香代（今川の妻） - 松本留美

第10作「黒ユリは殺しのメッセージ 飛騨路美女連続殺人 ヒスイ海岸〜糸魚川」（2000年）
- 川上登（新潟県警糸魚川警察署 元刑事） - 三角八朗
- 佐竹（新潟県警糸魚川警察署 刑事） - 荒木優騎
- 三輪千佳子（三輪の妻・本名「坂井千鶴子」） - 塚本加成子
- 渡辺加津子（スナックのママ・本名「山崎芳美」） - 園英子
- 野中守（スナックのバーテン・加津子の同棲相手） - 福岡哲也
- 田中美知 - 森下桂子
- 三輪悌一（宝石店経営・スナックのオーナー・本名「田崎正夫」） - 谷口高史
- 安井さと子（田島の同棲相手） - 水島かおり
- 鑑識係官 - 東田達夫
- 防犯係官 - 加藤正記
- 朝市のおばちゃん - 野崎やえこ
- 竹谷貢（ヒスイ探しの名人） - 竹谷貢（本人役）
- 田島音松（窃盗歴13犯の男） - 梅津栄

第11作「紫式部があやつる連続殺人！下呂〜高山〜新平湯 飛騨の人形に秘められた女の運命はいかに!!」（2000年）
- 森岡香織（森岡の妻） - 村上聡美
- 清水和夫（久子の息子・香織殺害の容疑者） - 水橋研二
- 田辺明（森岡人形店 支配人） - 頭師佳孝
- 合掌村の係員 - 内田藍子
- 生きびな祭りの見物客 - 東田達夫
- 寺沢直子（森岡人形店 見習い職人・寺沢の養女） - 渋谷琴乃
- 森岡輝紀（森岡人形店 人形師・生きびな祭りの主催者） - 西田健
- 生きびなの右大臣 - 奥内博紀
- 小川屋支配人 - 荒木優騎
- 清水久子 - 根岸季衣
- 寺沢右近（人形師） - 内藤武敏

第12作「被告人は二度殺される 乗鞍〜高山〜名古屋殺人ライン 白い死体の謎！」（2001年）
- 霧子（吉沢の婚約者） - 椿真由美
- 小野奈加子（クラブ「奈加」ママ・及川の愛人） - 中島宏海
- 岡島（名古屋城南警察署 刑事） - 南條豊
- 愛知県警課長 - 亀井賢二
- 名古屋城南警察署 刑事 - 白川明彦
- 警察医 - 荒木優騎
- マンションの老夫婦 - 丸子礼二、藤岡広子
- 住職 - 外山文孝
- 早川武男（宣和と千寿の息子） - 安村和之
- 及川鉄三（土建会社社長） - 廣田行生
- 早川宣和（名古屋城南警察署 刑事課長・柊茂が名古屋時代に家族ぐるみで付き合っていた男） - 河原崎建三
- 早川千寿（宣和の妻） - 吉沢京子

第13作「氷見〜高山ブリ街道連続殺人事件！赤かぶ浮気がバレて家を出る」（2002年）
- 赤木喜三郎（赤木海産 6代目社長） - 田畑猛雄
- 赤木益男（喜三郎の養子・赤木海産 従業員 → 匠酒造 従業員） - 小林滋央
- 浜岡雅信（都栄銀行丸ノ内支店 営業課課長） - 湯口和明
- 杉原悦次（奈緒美の夫） - 大場順
- 赤木真貴子（益男の妻） - 小松千春
- 橋本佳代（居酒屋の女将） - 松岡由美
- 小柳三千代（赤木家のお手伝い） - 川俣しのぶ
- 干物工場の従業員 - 芝本正、朝比奈潔子
- 警察医 - 荒木優騎
- 中島兼典（赤木海産 常務） - 沼田爆
- 杉原奈緒美（喜三郎の亡妻の連れ子） - 杉田かおる
- 山下日出子（真貴子の母） - 長内美那子

第14作「愛と憎しみのダブル誘拐殺人事件 飛騨高山〜ヒスイ海岸を巡る欲望の渦」（2002年）
- 菊間武郎（菊間酒造 社長） - 坂田雅彦
- 大井満夫（まゆみの同棲相手） - 河本タダオ
- 今井広美（生命保険のセールスレディ） - 紅萬子
- 須崎まゆみ（ホステス） - 大路恵美
- 菊間栄太郎（武郎と倫子の息子） - 倉益瑠我（子役）
- 菅野理恵（まゆみの従姉妹・小川温泉元湯「ホテルおがわ」従業員） - 山元はとみ
- 大越重生（菊間酒造 番頭） - 小川隆市
- 立花（富山県警魚津警察署 警部補） - 鍋島浩
- 神崎（小川温泉元湯「ホテルおがわ」仲居頭） - 川崎あかね
- 魚料理「寿し梅」女将 - 前川恵美子
- 福井（暴力団組員） - 吉良浩一
- 菊間倫子（武郎の妻） - あいはら友子

第15作「飛騨古川祭り 起し太鼓は涙に霞む 名門旧家入り婿殺人事件」（2003年）
- 松田みどり（一刀彫店主・柊茂の高校の同級生） - 宇津宮雅代
- 芹沢一臣（古美術「一翔堂」店主・婿養子） - 中谷彰宏
- 芹沢登美子（翔子の母） - 片岡静香
- 芹沢慎也（一臣と翔子の息子） - 魚見海斗（子役）
- 金森隆治（パチンコ店社長） - 三田村賢二
- 富樫慶子（古美術「一翔堂」店員） - 松岡由美
- 借金取りの男 - 井手らっきょ
- 木下（JAひだ 職員） - 荒木優騎
- 高村誠（高校教師・柊葉子の恋人） - 芦田昌太郎
- 川村徹（慶子の知り合い） - 立川貴博
- 芹沢翔子（一臣の妻） - 有森也実
- 中村（ホーム介護の介護士） - 久保田磨希
- 平湯温泉の仲居 - 鈴川法子
- 金森（金森の妻） - 杉山ようこ
- 奥田（岐阜地検 刑事部長） - 勝部演之
- 芹沢辰雄（翔子の父） - 河原崎建三

第16作「飛騨・高山〜能登・和倉 喪服の似合う人妻の秘密」（2004年）
- 野川（刑事） - 佐川満男
- 長谷部明美 - 春やすこ
- 笹浦博（会社員） - 吉沢眞人
- 矢部亨（前科者） - 京晋佑
- 笹浦輝子（笹浦の妻） - 細川ふみえ
- 輪島（刑事） - 輪島大士
- 三枝光太郎 - 織本順吉

第17作「飛騨高山〜京都〜黒部 死体なき殺人！内部告発者の妻は危険な香り」（2005年）
- 鳴海章子 - 床嶋佳子
- 日比野守（検事正） - 勝部演之
- 佐々木達雄（PCソフト会社専務） - 吉見一豊
- 月沢榮太郎（PCソフト会社社長） - 唐沢民賢
- 鳴海仁（PCソフト会社取締役） - 大村波彦
- 江口綾乃 - 山崎華奈
- 深町幸恵 - 魏涼子
- 江口洋二（PCソフト会社部長・月沢の娘婿） - 田中実
- 捜査員 - 炭釜基孝、木村秀吉
- 半田（刑事） - 沼田爆
- 宮嶋芳江（東京地検特捜部の検事） - 小林綾子

## スタッフ
- 原作 - 和久峻三
- 脚本 - 櫻井武晴、稲葉一広、土屋保文、吉田剛、大野武雄、保利吉紀、篠崎好
- 音楽 - 渡辺岳夫（第1作 - ）、手塚理（第3作 - ）、三協新社（第1作・第2作）
- 監督 - 岡屋龍一、杉村六郎
- ナレーター - 乾浩明
- プロデューサー - 辰野悦央、田村正志、平尾知也、内片輝、深沢義啓（朝日放送）・佐生哲雄、武田功、齋藤立太、嶋村希保（松竹）
- 制作協力 - 松竹京都映画（現・松竹京都撮影所）
- 制作 - 朝日放送、松竹（京都映画撮影所、現・松竹撮影所）

## 放送日程
| 話数 | 放送日         | サブタイトル                                                                           | 原作                                                  | 脚本     | 監督     | 視聴率 |
| ---- | -------------- | -------------------------------------------------------------------------------------- | ----------------------------------------------------- | -------- | -------- | ------ |
| 1    | 1994年12月17日 | 飛騨小糸坂の白骨 秘湯から消えた女と高山カラクリ人形の謎                                | 「小糸坂の白骨」 （「被告人、名無しの権兵衛」所収）   | 篠崎好   | 杉村六郎 | 20.8%  |
| 2    | 1995年10月21日 | 呪いの紙草履 越中八尾・おわら風の盆の謎 飛騨高山〜白骨温泉                             | 「呪いの紙草履」                                      | 保利吉紀 | 岡屋龍一 | 13.3%  |
| 3    | 1996年09月21日 | 夢追い地蔵殺人事件 龍神温泉の美女と古銭の秘密 父娘が法廷初対決！                       | 「古銭はもの言わぬ証人」 （「疑わしきは罰せよ」所収） | 保利吉紀 | 岡屋龍一 | 16.6%  |
| 4    | 1997年04月12日 | 飛騨路を火魔が走る！ 墓の赤印は殺人予告                                                | 「火魔走る」 （「疑わしきは罰せよ」所収）             | 大野武雄 | 岡屋龍一 | 17.4%  |
| 5    | 7月19日        | 飛騨古川からくり殺人！ ヒスイ海岸と遺言状の謎 高山露天風呂〜越中天然洞窟湯             | 「飛騨高山からくり人形殺人事件」                      | 保利吉紀 | 岡屋龍一 | 17.4%  |
| 6    | 1998年04月11日 | 北アルプス安房峠美女殺人事件 白骨温泉「泡の湯」に残された花と高山蝶の謎                | 「鬼ころし」 （「殺人許可します」所収）               | 大野武雄 | 岡屋龍一 | 15.4%  |
| 7    | 10月10日       | 氷見線雨晴海岸から消えた女 カタツムリが見た「飛騨の旧家」9億円遺産相続殺人             | 「蝸牛庵の遺産」 （「被告人、名無しの権兵衛」所収）   | 吉田剛   | 岡屋龍一 | 12.8%  |
| 8    | 1999年01月16日 | 飛騨白川郷映画ロケ殺人事件 スター夫婦の醜い争いが惨劇を招く！                          | 「飛騨白川郷メルヘン街道殺人事件」                    | 保利吉紀 | 岡屋龍一 | 15.3%  |
| 9    | 7月10日        | 郡上八幡盆踊り 完全犯罪殺人 秘湯！濁河温泉で密会したカップルの謎                       | 「悪女の手ざわり」 （「紅葉の下に猫がいる」所収）     | 大野武雄 | 岡屋龍一 | 17.7%  |
| 10   | 2000年01月15日 | 黒ユリは殺しのメッセージ 飛騨路美女連続殺人 ヒスイ海岸〜糸魚川                         | 「黒ゆりは殺しのメッセージ」                          | 保利吉紀 | 岡屋龍一 | 15.6%  |
| 11   | 7月15日        | 紫式部があやつる連続殺人！ 下呂〜高山〜新平湯 飛騨の人形に秘められた女の運命はいかに!! | 「京人形の館殺人事件」                                | 大野武雄 | 岡屋龍一 | 14.3%  |
| 12   | 2001年07月14日 | 被告人は二度殺される 乗鞍〜高山〜名古屋殺人ライン 白い死体の謎！                       | 「残酷な高原の朝」 （「呪いの紙草履」所収）           | 吉田剛   | 岡屋龍一 | 14.4%  |
| 13   | 2002年02月23日 | 氷見〜高山ブリ街道連続殺人事件！ 赤かぶ浮気がバレて家を出る                            | 「楊貴妃の亡霊」                                      | 土屋保文 | 岡屋龍一 | 16.9%  |
| 14   | 10月19日       | 愛と憎しみのダブル誘拐殺人事件 飛騨高山〜ヒスイ海岸を巡る欲望の渦                      | 「法廷殺人の証人」                                    | 土屋保文 | 岡屋龍一 | 17.1%  |
| 15   | 2003年12月06日 | 飛騨古川祭り 起し太鼓は涙に霞む 名門旧家入り婿殺人事件                                 |                                                       | 稲葉一広 | 岡屋龍一 | 14.3%  |
| 16   | 2004年10月16日 | 飛騨・高山〜能登・和倉 喪服の似合う人妻の秘密                                          |                                                       | 櫻井武晴 | 岡屋龍一 | 13.5%  |
| 17   | 2005年08月13日 | 飛騨高山〜京都〜黒部 死体なき殺人！ 内部告発者の妻は危険な香り                         | 「京都先斗町殺人事件」                                | 櫻井武晴 | 岡屋龍一 | 09.7%  |

- 視聴率はビデオリサーチ調べ、関東地区・世帯